# Удєльна (станція метро)
60°00′59″ пн. ш. 30°18′56″ сх. д. / 60.01639° пн. ш. 30.31556° сх. д.
Удєльна — станція Московсько-Петроградської лінії Петербурзького метрополітену, між станціями «Піонерська» та «Озерки». 

## Історія
Станцію відкрито 6 листопада 1982 року в складі дільниці «Петроградська» — «Удєльна». Назву отримала, як і однойменна залізнична платформа, через розташування в історичному районі Удєльна.
1 червня 2024 року станцію закрито на капітальну реконструкцію. 24 квітня 2025 року завершено реконструкцію станції раніше запланованого, хоча передбачалося її відкриття у травні 2025 року. Наступного дня, 25 квітня 2025 року, станцію відкрито для пасажирів.

## Технічна характеристика
Конструкція станції —  односклепінна глибокого закладення (глибина закладення — 64 м).
Вперше в практиці вітчизняного метробудування під єдиним склепінням розміщений весь комплекс станційного вузла: натяжна камера, власне станція, поперечна камера для можливості примикання в майбутньому другого похилого ходу, СТП та камери з'їздів. Похилий хід чотиристрічковий, починається з південного торця станції.

## Вестибюлі
Наземний павільйон розташовується в сквері між вулицями Єлецькою та Єнотаєвською, поблизу однойменної залізничної станції.
Наземний вестибюль має просторий зал прольотом 24х39 м перекритий просторовою плитою регулярної структури з пірамідальних ароцементних елементів з вбудованими в неї зенітними ліхтарями. Перекриття додає своєрідність інтер'єру і підкреслює його транспортний характер. З трьох сторін зал оточений лоджією. Усередині її розташовані входи і виходи, звернені у бік залізничної станції, пішохідних підходів і зупинок наземного транспорту.

## Колійний розвиток
До 19 серпня 1988 року станція «Удєльна» була кінцевою станцією Московсько-Петроградської лінії. Наразі її тупик використовується для нічного відстою поїздів, на 5-й станційній колії розташований пункт технічного огляду.
На станції розташований лінійний пункт Московсько-Петроградської лінії.

## Оздоблення
Колійні стіни станції оздоблені зеленою смальтою. Освітлення вмонтовано у дугоподібні стрічки, розташовані у склепіннях станції, і закриті ґратами, через що створюється цікава гра світла і тіні. У 2000 році ртутні лампи замінено на натрієві.